# De coole Kastaar
De coole Kastaar is een stripverhaal uit de reeks van Suske en Wiske, dat werd uitgegeven op 30 juni 2012 als speciale uitgave in Tros Kompas. In 2013 werd van het verhaal een 40 pagina hardcover uitgegeven met een oplage van 400 genummerde exemplaren.

## Personages
In dit verhaal spelen de volgende personages mee:
- Suske, Wiske, Schanulleke, tante Sidonia, Lambik, Jerom, Kastaar, Kadee en andere hangjongeren "Karbonkels", voorbijganger, politie, dealer

## Locaties
Dit verhaal speelt zich af op de volgende locaties:
- België, huis van Suske, Wiske en tante Sidonia, park, parking Superette, het oude jachthuis

## Het verhaal
Suske werkt bij het klusjesbedrijf van Lambik om te sparen voor een fiets. Daar werkt ook een jongeman die Kastaar heet. Tante Sidonia heeft een nieuwe baan. Hierdoor verveelt Wiske zich. Ze gaat daarom in op de uitnodiging van Kastaar, de leider van een groepje hangjongeren uit het park. Ze sluit zich bij hen aan en verandert haar uiterlijk. Ze verwaarloost haar relatie met Suske en moet een toelatingsproef doen. De hangjongeren bevrijden dieren uit een dierenparkje en spuiten graffiti op gebouwen. Ze vernielen verkeersborden, bushokjes en auto's en Wiske steekt dan banden lek. Suske ziet hoe Wiske achterop de brommer van Kastaar voorbijrijdt en achterna gezeten wordt door een politieauto.
Al snel wordt ze verliefd op Kastaar en het lijkt wederzijds. Dan vraagt Kastaar om geld. Wiske steelt geld uit de spaarpot van Suske. Suske gaat naar Kastaar om te vragen waarom hij Wiske zo negatief beïnvloed. Door een ongeluk ontslaat Lambik Kastaar op staande voet. Wiske steelt ook geld van tante Sidonia. Als Suske in het park komt om de hangjongeren te confronteren met hun gedrag, wijst Wiske hem af. Het broertje van Kastaar voelt zich alleen nu Kastaar zoveel aandacht aan Wiske geeft. Als Kastaar pillen aanneemt van een dealer, verklikt zijn broertje hem. Wiske wil hem helpen, maar hij is alleen geïnteresseerd in haar geld. 
Suske komt Wiske troosten en ze zijn getuige van de ontvoering van Kadee. De dealer wil dat Kadee pillen verkoopt om de schulden van Kastaar af te betalen. Kastaar komt tot bezinning en hij vraagt om hulp. Lambik en Jerom wachten de dealer op en op deze manier is Kastaar van de man af. Lambik neemt Kastaar weer aan bij zijn bedrijf en de jongen zorgt goed voor zijn broertje. Wiske is over haar liefdesverdriet heen, ze houdt alleen van Schanulleke.